# Lois McMaster Bujold
Lois McMaster Bujold i/buːˈʒoʊld/ (2 de novembre de 1949) és una escriptora de ficció especulativa estatunidenca, una de les escriptores més aclamades del seu camp. Guanyadora quatre vegades del Premi Hugo a la millor novel·la, coincidint amb el rècord de Robert A. Heinlein (sense comptar els seus Retro Hugos). La seva novel·la Les muntanyes del dol va guanyar el premi Hugo i el premi Nebula. En el gènere fantàstic, va guanyar el premi Mythopoeic de literatura per a adults per la novel·la La maledicció de Chalion, va ser nominada al premi World Fantasy Award 2002 a la millor novel·la, i el seu quart premi Hugo i el segon premi Nebula foren per Paladin of Souls. El 2011 va rebre el premi Skylark. Guardonada el 2013 amb el Forry Award for Lifetime Achievement, batejat amb el nom de Forrest J. Ackerman, per la Los Angeles Science Fantasy Society. Ha guanyat dos premis Hugo a la millor sèrie, el 2017 per la Saga Vorkosigan i el 2018 per la sèrie El món dels cinc déus.
La associació "The Science Fiction Writers of America" la va nomenar 36a Gran Mestra SFWA, el 2019.
Les obres de Bujold comprenen principalment tres sagues literàries independents: la saga Vorkosigan, la sèrie Chalion i la sèrie Sharing Knife.

## Biografia

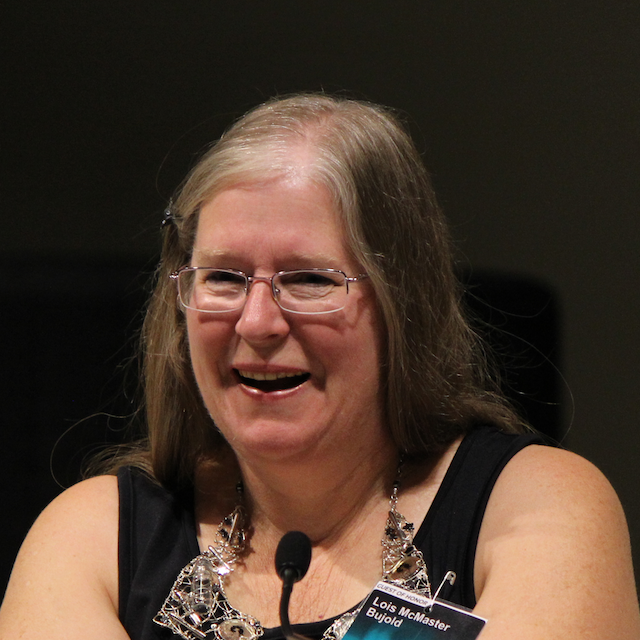
Bujold a Finncon 2012 a Tampere

Bujold és filla de Robert Charles McMaster i atribueix el seu primer interès per la ciència-ficció, així com alguns aspectes de la saga Vorkosigan, a la seva influència. Va ser editora del Nondestructive Testing Handbook (Manual de proves no destructives).
Bujold escriu que la seva experiència de créixer amb un pare famós es reflecteix en la mateixa experiència que tenen els seus personatges (Miles, Fiametta) de créixer a l'ombra d'un " Gran Home ". Després d'haver observat aquesta tendència en ambdós sexes, es pregunta per què sempre s'anomena "síndrome del fill del gran home" i mai "síndrome de la filla del gran home". El seu germà, un enginyer com el seu pare, va ajudar a proporcionar detalls tècnics per donar suport a la redacció de Falling Free.
Ha afirmat que sempre va ser una "lectora voraç". Va començar a llegir ciència-ficció per a adults als nou anys i va agafar l'hàbit del seu pare. Es va convertir en membre del fandom de ciència-ficció, es va unir a la Central Ohio Science Fiction Society i va coeditar StarDate, un fanzine de ciència-ficció en el qual apareixia una història seva sota el nom de Lois McMaster. Els seus gustos de lectura es van expandir més tard i ha afirmat que ara llegeix "història, misteris, romanç, viatges, guerra, poesia, etc.".
Va assistir a la Universitat Estatal d'Ohio del 1968 al 1972. Tot i que estava interessada en escriure, no va seguir una carrera anglesa, sentint que estava massa preocupada per la crítica literària en lloc de la creació literària.
Es va casar amb John Fredric Bujold el 1971, però es van divorciar a principis dels anys noranta. Fruit del matrimoni va tenir dos fills, una filla anomenada Anne (nascuda el 1979) i un fill anomenat Paul (nascut el 1981). Anne Bujold és actualment (gener de 2020) artista resident del departament de metalls a l'Appalachian Center for Craft, un campus de Tennessee Tech ; Antigament era artista de metall i soldadora a Portland, Oregon i vicepresidenta de l'Associació de Ferrers del Nord-oest. Bujold viu actualment a Minneapolis, Minnesota.

## Inspiració
Bujold havia estat amiga de Lillian Stewart Carl des de l'escola secundària, on "van col·laborar en grans línies de història [però on] només es va escriure un fragment del total". En un moment donat, fins i tot va coproduir un zine de Star Trek anomenat StarDate qual va escriure. A la universitat, també va escriure un misteri de Sherlock Holmes. No obstant això, va deixar d'escriure després d'això, estant ocupada amb el matrimoni, la família i la carrera professional en l'atenció al pacient hospitalari.
No va ser fins als trenta anys que va tornar a escriure. Bujold ha acreditat les primeres vendes de llibres de la seva amiga Lillian Stewart Carl per haver-la inspirat a tornar al camp: "se'm va ocórrer que si ella podia fer-ho, jo també ho podria fer". Originalment, planejava tornar a escriure com a afició, però va descobrir que la quantitat de treball necessària era massa per a qualsevol cosa que no fos una professió, de manera que va decidir convertir-se en professional. Amb el suport de Carl i Patricia Wrede, va poder completar la seva primera novel·la.

## Ciència-ficció
Lois Bujold va escriure tres llibres (Fragments d'Honor, The Warrior's Apprentice i Ethan of Athos) abans que The Warrior's Apprentice fos finalment acceptat, després de quatre rebutjos. The Warrior's Apprentice va ser el primer llibre comprat, encara que no va ser el primer llibre escrit per Vorkosigan, ni tampoc seria el primer que es va publicar. Amb la força de The Warrior's Apprentice, Baen Books va acordar un acord de tres llibres per incloure les dues novel·les entre claudàtors. El 2010, Baen Books va afirmar haver venut 2 milions d'exemplars dels llibres de Bujold.
Bujold és coneguda sobretot per la seva Vorkosigan Saga, una sèrie de novel·les amb Miles Vorkosigan, un espia interestel·lar amb deficiències físiques i almirall mercenari del planeta Barrayar, ambientat aproximadament durant 1000 anys en el futur. La sèrie també inclou preqüeles protagonitzades pels pares de Miles, juntament amb novel·les complementàries centrades en personatges secundaris. Els títols anteriors són generalment ferms en la tradició de l'òpera espacial, sense escassetat de batalles, conspiracions i girs salvatges, mentre que en els volums més recents, Miles esdevé més un detectiu. A A Civil Campaign, Bujold explora un altre gènere: un romanç d'alta societat amb una trama que ret homenatge a la novel·lista romàntica de Regency Georgette Heyer (com es reconeix a la dedicatòria). Se centra en un sopar catastròfic, amb malentesos i diàlegs que justifiquen el subtítol "Una comèdia de biologia i maneres".
L'autora ha afirmat que l'estructura de la sèrie es basa en els llibres d' Horatio Hornblower, que documenten la vida d'una sola persona. En temes i ecos, també reflecteixen la personatge misteriosa de Dorothy L. Sayers, Lord Peter Wimsey. Bujold també ha dit que part del repte d'escriure una sèrie és que molts lectors es trobaran amb les històries en un "ordre totalment aleatori", de manera que ha de proporcionar un fons suficient en cadascuna d'elles sense ser excessivament repetitiva. Les impressions més recents dels seus contes de Vorkosigan inclouen un apèndix al final de cada llibre, que resumeix la cronologia interna de la sèrie.
Bujold ha comentat les seves pròpies opinions sobre l'ordre òptim de lectura de la sèrie Vorkosigan al seu bloc.

## Fantasia
Bujold també volia irrompre en el gènere fantàstic, però es va trobar amb primers contratemps. La seva primera incursió en la fantasia va ser The Spirit Ring. Va escriure el llibre "on spec", el va comprar i va trobar ofertes baixes, enviant-la de nou a Baen Books, on Jim Baen el va comprar a un preu just a canvi de la promesa de més llibres de Vorkosigan. Bujold va qualificar aquesta experiència de molt educativa; el llibre va rebre poca aclamació de la crítica i només va tenir vendes mediocres.
No intentaria irrompre en el mercat de la fantasia gairebé una dècada més, amb La maledicció de Chalion. Aquest llibre també es va escriure segons les especificacions i es va oferir fins a una subhasta de llibres. Aquesta vegada, va tenir un èxit comercial i crític considerable en aprofitar-se per un mercat de fans de gènere fantàstic i romàntic. El món fantàstic de Chalion es va concebre per primera vegada com a resultat d'un curs de la Universitat de Minnesota que feia sobre l'Espanya medieval en el seu temps lliure.
El següent món fantàstic que va crear va ser la tetralogia ambientada en l'univers de The Sharing Knife, que va inspirar-se en els seus paisatges i en el dialecte dels "pagesos" dels que va créixer al centre d'Ohio. Ella escriu que els seus primers lectors que van ajudar a corregir-ho van dir que ho va encertar exactament i que podien reconèixer les característiques d'Ohio a les descripcions i dialectes.

## Relació amb els fanfictions
En general, Bujold ha donat suport a la ficció de fans escrita sobre els seus personatges i l'univers. Amy H. Sturgis, en el seu assaig "From Both Sides Now: Bujold and the Fan Fiction Phenomenon", assenyala que això és inusual per als escriptors de la generació de Bujold, la majoria dels quals s'oposen a la fan fiction. Sturgis relaciona això amb la producció pròpia de Bujold de Star Trek i la ficció de fans de Sherlock Holmes a principis de la seva vida, que Sturgis va veure com un aprenentatge per a la seva carrera d'escriptor professional.
La mateixa Bujold lliga la seva apreciació per la ficció dels fans amb la seva valoració pels lectors "actius". Per a ella, els bons lectors són els "col·laboradors desconeguts" que fan que la història funcioni construint el món i els personatges al cap. Per a ella, els llibres no existeixen fins que no entren al cap del lector i hi creixen. I, de vegades, els personatges i les històries d'un llibre creixen tant que s'escapen dels límits originals de l'escriptor i es converteixen en fan fiction. Per a Bujold, la gran literatura mai no és "estèril", deixant-se només amb el qual va escriure l'autor original. Ella creu, a més, que la ficció dels fans ofereix als autors una oportunitat única de veure en la ment d'aquells "col·laboradors invisibles", els lectors.
Malgrat això, ja no llegeix ficció de fans sobre els seus propis personatges a causa de preocupacions legals i financeres, "fascinant com [ho troba]".

## Premis i nominacions

### Premis Hugo
Guanyades
- Les muntanyes del dol (1990)
- El joc Vor (1991)
- Barrayar (1992)
- Mirror Dance (1995)
- Paladin of Souls (2004)
- Vorkosigan Saga (2017) (millor sèrie)
- Sèrie <i id="mw0w">Chalion</i> (2018) (millor sèrie)

Nominacions
- Falling Free (1989)
- Memòria (1997)
- Una campanya civil (2000)
- La maledicció de Chalion (2002)
- Regals de Winterfair (2005)
- Cryoburn (2011)
- Aliança del capità Vorpatril (2013)
- El dimoni de Penric (2016)
- Penric i el xaman (2017)

### Premis Nebula
Guanyades
- Falling Free (1989)
- Les muntanyes del dol (1990)
- Paladin of Souls (2005)

Nominacions
- " Weatherman " (1991)
- Barrayar (1992)
- Memòria (1998)
- Una campanya civil (2001)
- Immunitat diplomàtica (2004)

### Premis Locus
Millor novel·la de ciència-ficció
- Barrayar (1992)
- Mirror Dance (1995)

Millor novel·la fantàstica
- Paladin of Souls (2004)

### Premi del llibre de Minnesota
Guanyades
- Komarr (1999)[23]

Nominacions
- Una campanya civil (2000)
- Paladin of Souls (2004)

### Altres
- Premi John W. Campbell al millor escriptor nou: nominat (1987)
- Premi Forry per l'assoliment de tota la vida en el camp de la ciència-ficció: guanyat (2013)
- Premi SFWA Damon Knight Memorial Gran Mestre (2020)[5]